# Палики (станция)
Па́лики — населенный пункт (тип: железнодорожная станция) в Думиничском районе Калужской области. Входит в Сельское поселение «Деревня Буда».

## История
В 1899 году на пересечении железной дороги Москва — Брянск и почтового тракта Козельск — Жиздра был устроен ж/д разъезд (назывался разъезд № 24). Место для него было выбрано между большими деревнями Буда, Палики, Усадьба и Марьино (Марьинка). В нескольких км располагалась станция Шахта Мальцовской узкоколейки.
В 1903 г. по ходатайству Жиздринского уездного земства разъезд преобразован в нагрузочную станцию (она работала только на отгрузку грузов, в основном леса и дров). С 1909 полнофункциональная станция, получившая своё название от расположенной неподалёку деревни.
Также в 1920—1930-х гг. ст. Палики была конечным пунктом узкоколейки (бывшей Мальцовской железной дороги) Людиново-Палики.
В 1927 в Паликах был образован леспромхоз (в 1931 переведен на ст. Думиничи). В 1930 построен кирпичный завод, в 1937—1938 — две угольные шахты.
Во время войны станция Палики была освобождена 18 июля 1943, и уже через 3 дня была восстановлена железная дорога на участке Дубровка-Палики.
После освобождения от немецкой оккупации, начиная с 1944, возле ст. Палики начали строиться жилые дома, и образовался большой населенный пункт (до войны на станции были только производственные здания и двухэтажный барак для рабочих).
В 1947 был восстановлен кирпичный завод, который за сезон производил до 18 млн шт. кирпича. Рядом с заводом вырос посёлок, в который переселились жители окрестных деревень Палики, Усадьба, Пузановка, Буда-Монастырская. Угольные шахты тоже восстановили, но в 1948 закрыли, так как угольный пласт шел под железной дорогой.
В 1950 между станцией Палики и пос. Паликского кирпичного завода построена школа-семилетка (с 1993 Паликская средняя школа № 2).
В 1974—1978 построен новый кирпичный завод, который стал работать круглогодично.
В 2000 г. на базе Паликского кирпичного завода образованы ООО «Гарант-АС» и ЗАО «Стройкерамика». В 2009 завод остановлен, вновь запущен в июне 2011.

## Население
| 2002 | 2010 |
| ---- | ---- |
| 178  | ↘166 |

## Инфраструктура
Путевое хозяйство Московской железной дороги.

## Транспорт
Автомобильный и железнодорожный транспорт.
Станция Брянского региона Московской железной дороги.
В пешей доступности автодорога «„Думиничи — Буда“ — Паликовский
кирпичный завод — электроподстанция Палики» (идентификационный номер 29 ОП МЗ 29Н-139 )  .